# Condado de Lincoln (Minnesota)
El condado de Lincoln (en inglés: Lincoln County), fundado en 1873 y con nombre en honor al presidente Abraham Lincoln, es un condado del estado estadounidense de Minnesota. En el año 2000 tenía una población de 6.429 habitantes con una densidad de población de 5 personas por km². La sede del condado es Ivanhoe aunque la ciudad más grande es Tyler.

## Geografía
Según la oficina del censo el condado tiene una superficie total de 1420 km² (548,3 mi²), de los que 1391 km² (537,1 mi²) son tierra y 30 km² (11,6 mi²) (2,08%) son agua. Dispone de numerosos lagos.

### Condados adyacentes
- Condado de Yellow Medicine - norte
- Condado de Lyon - este
- Condado de Pipestone - sur
- Condado de Brookings, Dakota del Sur - oeste
- Condado de Deuel, Dakota del Sur - noroeste

### Principales carreteras y autopistas
- U.S. Autopista 14
- U.S. Autopista 75
- Carretera estatal 19
- Carretera estatal 23
- Carretera estatal 68
- Carretera estatal 271

## Demografía
Según el censo del 2000 la renta per cápita media de los habitantes del condado era de 31.607 dólares y el ingreso medio de una familia era de 38.605 dólares. En el año 2000 los hombres tenían unos ingresos anuales 26.494 dólares frente a los 20.083 dólares que percibían las mujeres. El ingreso por habitante era de 16.009 dólares y alrededor de un 9,70% de la población estaba bajo el umbral de pobreza nacional.

## Ciudades y pueblos
- Arco
- Hendricks
- Ivanhoe
- Lake Benton
- Tyler